# Al XV-lea amendament la Constituția Statelor Unite ale Americii
Al XV-lea amendament la Constituția Statelor Unite interzice guvernului federal și statelor americane să nege sau să restrângă dreptul de vot al unui cetățean pe criterii de rasă, culoare sau stare anterioară de robie. A fost ratificat la 3 februarie 1870, find al treilea și ultimul dintre amendamentele Reconstrucției.
În ultimii ani ai Războiului Civil American și pe parcursul Epocii Reconstrucției, Congresul a dezbătut în repetate rânduri drepturile milioanelor de foști sclavi de culoare.  Până în 1869, au fost adoptate amendamente pentru a aboli sclavia, respectiv pentru a oferi cetățenie și protecție egală în fața legii, dar venirea la președinție a generalului Ulysses S. Grant la președinție în 1868 a convins majoritatea republicanilor că protejarea dreptului de vot al alegătorilor de culoare este importantă pentru viitorul partidului. La 26 februarie 1869, după ce au respins numeroase versiuni considerate prea generale ale unui amendament despre chestiunea votului, republicanii au propus un amendament prin care se interzice limitarea dreptului la vot pe criterii de rasă, culoare sau stare de sclavie anterioară. După ce a supraviețuit mai multor dezbateri violente și opoziției din partea democraților, ratificarea amendamentului a fost confirmată și a devenit parte a Constituției la 30 martie 1870. Potrivit Bibliotecii Congresului, în Camera Reprezentanților, 144 de republicani au votat pentru aprobarea celui de-al XV-lea amendament, cu zero democrați pentru, 39 voturi împotrivă și șapte abțineri.
Deciziile Curții Supreme a Statele Unite de la sfârșitul secolului al XIX-lea au interpretat în mod restrâns amendamentul. Din 1890 până în 1910, Partidul Democrat din statele sudice a adoptat noi constituții de stat și a promulgat legile Jim Crow care împiedicau înregistrarea alegătorilor. Din cauza acestor legi, majoritatea alegătorilor de culoare și numeroși albi săraci au fost privați de drepturi⁠(d) prin taxe electorale⁠(d) și teste pentru analfabeți⁠(d), însă votanții albi de sex masculin nu erau supuși acestor reguli datorită clauzei bunicului⁠(d). De asemenea, implementarea unui sistem de alegeri primare destinate albilor⁠(d) și intimidarea alegătorilor prin mijloace violente - e.g. Ku Klux Klan - a împiedicat⁠(d) participarea persoanelor de culoare la alegerile electorale.
În secolul al XX-lea, Curtea a început să interpreteze amendamentul într-un mod mai larg, anulând clauza bunicului odată cu cazul Guinn v. Statele Unite⁠(d) (1915) și eliminarea sistemului de alegeri primare pentru albi creat de Partidul Democrat în Texas (1927-1953). Drepturile de vot au continuat să fie încorporate în Constituție prin ratificarea amendamentelor XIX (dreptul de vot pentru femei) și XXIV⁠(d) (interzicerea taxelor electorale în alegerile federale). Voting Rights Act din 1965 prevedea supravegherea de către autoritățile federale a alegerilor desfășurate în jurisdicții discriminatorii, a interzis testele pentru analfabeți și alte clauze asemănătoare, respectiv a oferit persoanelor discriminate pârghiile legale necesare pentru a ataca decizia. De asemenea, Curtea a considerat neconstituționale taxele electorale în alegerile de stat în baza celui de-al paisprezecelea amendament în Harper v. Virginia State Board of Elections⁠(d) (1966).

## Textul
| “ | Secțiunea 1 Dreptul de vot al cetățenilor din Statele Unite nu va fi negat sau limitat de către Statele Unite sau de oricare alt stat [al Uniunii] pe criterii de rasă, culoare sau stare anterioară de robie. Secțiunea 2 Congresul va avea puterea de a implementa acest articol printr-o legislație corespunzătoare. | ” |